# The Unholy Trinity
The Unholy Trinity är en amerikansk kriminaldramafilm som hade premiär på filmfestivalen i Zürich den 12 oktober 2024. Den är regisserad av Richard Gray efter ett manus skrivet av Lee Zachariah.

## Handling
Filmen utspelar sig i 1870-talets Montana, där den unge Henry Broadway (Brandon Lessard) söker hämnd för att myndigheter orättvist avrättade hans far.

## Rollista (i urval)
- Pierce Brosnan – Gabriel Dove
- Samuel L. Jackson – St. Christopher
- Brandon Lessard – Henry
- Ethan Peck
- Q'orianka Kilcher – Running Cub
- Tim Daly – Isaac Broadway
- Veronica Ferres – Sarah
- David Arquette – fader Jacob
- Gianni Capaldi – Gideon
- Katrina Bowden